# Cementerio Ferncliff

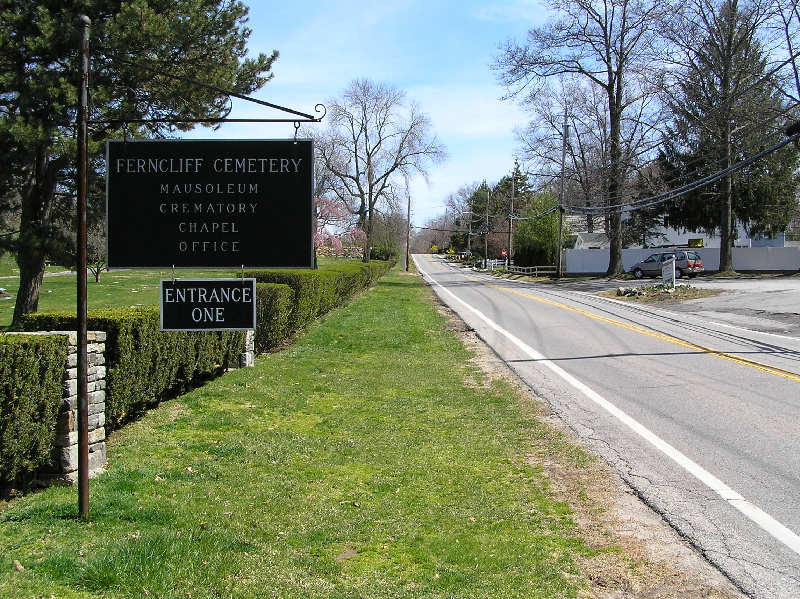
Entrada de Ferncliff Cemetery en Secor Road

El Cementerio y Mausoleo de Ferncliff está situado en el camino de Secor en la aldea de Hartsdale, ciudad de Greenburgh, Westchester County, Nueva York, a unos 25 kilómetros al norte de Medio Manhattan. 
El cementerio fue fundado en 1902 y es aconfesional. Ferncliff tiene tres mausoleos de la comunidad, un crematorio, una pequeña capilla y una oficina principal, ubicada en la parte trasera del edificio principal.

## Entierros notables
- Aaliyah (1979–2001), cantante, actriz, modelo, bailarina; su padre Michael Haughton (1951–2012), yace por encima de ella
- Arthur W. Aleshire (1900–1940), congresista
- Paul Althouse (1889–1954), cantante de ópera
- Harold Arlen (1905–1986), compositor
- Tommy Armour (1895–1968), golfista profesional del Salón de la Fama
- Leopold Auer (1845–1930), violinista
- Arleen Auger (1939–1993), cantante de ópera
- Albert E. Austin (1877–1953), congresista estadounidense por Connecticut
- Arthur Baer (1886–1969), periodista
- James Baldwin (1924–1987), novelista, ensayista
- Richard Barthelmess (1895–1963), actor
- Béla Bartók (1881–1945), compositor, pianista, erudito;
- Charles A. Beard (1874–1948), educador, historiador
- Mary Ritter Beard (1867–1958), historiadora
- Harry Belafonte (1927-2023), cantante de calipso y activista de los derechos civiles
- Ouida Bergère (1886–1974), actriz y guionista
- José P. Bickerton Jr. (1878–1936), abogado, productor teatral
- Sherman Billingsley (1900–1966), restaurador, propietario de Stork Club
- Ray Bloch (1902–1982), compositor, compositor y arreglista
- Clint Blume (1898–1973), jugador de béisbol
- Ballington Booth (1857–1940), reformador social (Voluntarios de América)
- Maud Booth (1865–1948), cofundadora de Volunteers of America
- Irène Bordoni (1895–1953), actriz, cantante
- Connee Boswell (1907–1976), cantante
- Peaches Browning (1910–1956), actriz
- John Brownlee (1900–1969), barítono australiano
- Adolfo César (1933–1986), actor
- Cab Calloway (1907–1994), músico
- Northern Calloway (1948–1990), actor
- Anthony Campagna (1884–1969), promotor inmobiliario
- Salvatore Cardillo (1880–1947), compositor
- Hattie Carnegie (1880–1956), diseñadora de moda
- Thomas Carvel (1906–1990), fundador de Carvel Ice Cream
- Boris Chaliapin (1904–1979), artista, pintor de retratos, hijo del cantante de ópera ruso Feodor Chaliapin, hermano del actor Feodor Chaliapin Jr.
- Mady Christians (1900–1951), actriz
- Michael "Trigger Mike" Coppola (1900–1966), mafioso
- Alexander Cores (1900–1994), violinista, Dorian String Quartet
- Joan Crawford (c. 1905–1977), actriz
- Ossie Davis (1917–2005), actor
- Lya De Putti (1899–1931), actriz
- Ruby Dee (1922–2014) actriz
- Jack Donahue (1888–1930), actor y bailarín
- O.L. Duke (1953–2004), actor
- Charles Evans (1926–2007), líder empresarial, hermano mayor de Robert Evans
- Robert Evans (1930–2019), productor de cine
- Midhat Frashëri (1880–1949), diplomático albanés, escritor, político
- Lew Fields (1867–1941), actor y cómico
- John Flanagan (1865–1952), escultor estadounidense.
- Michel Fokine (1880–1942), coreógrafo
- Donald Foster (1889–1969), actor
- Nahan Franko (1861–1930), músico
- Anis Fuleihan (1900–1970), músico
- Betty Furness (1916–1994), actriz, defensora del consumidor y comentarista
- Jane Gail (1890–1962), actriz
- Maria Gay (1879–1943), cantante de ópera catalana.
- Lawrence Otis Graham (1961–2021), abogado y autor
- Minnie Gentry (1915–1993), actriz
- Johnny Gunther (1929–1947), hijo de John Gunther y sujeto de Death Be Not Proud
- Oscar Hammerstein II (1895–1960), libretista
- Annette Hanshaw (1901–1985), cantante
- Renee Harris (1876–1969), productora teatral
- Moss Hart (1904–1961), dramaturgo y director
- Kitty Carlisle Hart (1910–2007), actriz y cantante
- Irene Hayes (1896–1975), empresaria; fundó Irene Hayes Wadley & Smythe y Gallagher's Steakhouse
- Robert Holland (1940–2021), ejecutivo de negocios
- Karen Horney (1885–1952), psiquiatra
- Alberta Hunter (1895–1984), cantante y compositora de canciones
- Jam Master Jay (1965–2002), DJ de Run-DMC
- Jerome Kern (1885–1945), compositor
- Juliana Young Koo (1905–2017), diplomática estadounidense-china
- Wellington Koo (1888–1985), diplomático, estadista; Embajador de la República de China
- Hsiang-Hsi Kung (1881–1967), ministro de Finanzas e Industria de la República de China
- Avon Long (1910–1984), actor, cantante y bailarín
- Marion Lorne (1883–1968), actriz
- James Male (c. 1896–1947), abogado y miembro de la Asamblea del Estado de Nueva York
- Moms Mabley (1899–1975), comediante
- Michael Malloy (1873–1933), víctima de asesinato
- Hugh Marlowe (1911–1982), actor
- Elsa Maxwell (1883–1963), columnista, figura de la sociedad
- Jeffrey Miller (1950–1970), víctima de los tiroteos de Kent State y sujeto de la icónica foto del evento de John Filo
- Ludwig von Mises (1881–1973), economista y filósofo
- Thelonious Monk (1917–1982), músico
- Khalid Abdul Muhammad (1948–2001), nacionalista negro y separatista
- Ona Munson (1910–1955), actriz
- Dwight Arrington "Heavy D" Myers (1967–2011), rapero y actor
- Nat Nakasa (1937–1965), escritor sudafricano; sus restos fueron repatriados a Sudáfrica el 19 de agosto de 2014 para su entierro en Chesterville, Durban, Sudáfrica, en septiembre de 2014.
- Dagmar Nordstrom (1903–1976), pianista, compositora, una de las hermanas Nordstrom
- Frederick O'Neal (1905–1992), actor
- William Oberhardt (1882–1958), artista, pintor de retratos, ilustrador, escultor
- David M. Potts (1906–1976), Congresista de los Estados Unidos, Cámara de Representantes (NY)
- Leopold Prince (1880–1951), abogado, asambleísta del estado de Nueva York, juez, director de orquesta
- Anne Eisner Putnam (1911–1967), pintora
- Otto Rank (1884–1939), psiquiatra
- Vincenzo Rao (1898–1988), mafioso de la familia criminal Lucchese
- Connie Rasinski (1907–1965), animador
- Basil Rathbone (1892–1967), actor
- Sharon Redd (1945–1992), cantante
- Charles Revson (1906–1975), fundador de Revlon Cosmetics
- Peter Revson (1939–1974), piloto de carreras
- Paul Robeson (1898–1976), actor, cantante y activista de los derechos civiles
- Gene Rodemich (1890–1934), pianista y director de orquesta
- Arsenio Rodríguez (1911–1970), compositor y director de orquesta cubano.
- Sigmund Romberg (1887–1951), compositor
- Jerry Ross (1926–1955), compositor
- Diana Sands (1934–1973), actriz
- Friedrich Schorr (1888–1953), cantante de ópera
- Gerlando Sciascia (1934–1999), caporegime de la familia criminal Bonanno, caporegime del clan Rizzuto
- Malik Sealy (1970–2000), escolta de la NBA (Minnesota Timberwolves))
- Betty Shabazz (1936–1997), filósofa; esposa de Malcolm X
- Malcolm Shabazz (1984–2013), nieto de Malcolm X
- Toots Shor (1903–1977), restaurador
- Leo Sirota (1885–1965), pianista, profesor y director de orquesta
- Otto Soglow (1900–1975), autor y caricaturista (The New Yorker)
- Yu Yi Chang Soo (1900–1988), primera esposa del poeta chino Xu zhimo
- Soong Ai-ling (1888–1973), la mayor de las tres hermanas Soong[1]
- Soong May-ling (1897–2003), Primera dama de la República de China[2] [3]
- T. V. Soong (1894–1971), financiero y diplomático; presidente del Banco Nacional de China y hermano de las hermanas Soong
- Alfred Steele (1901–1959), presidente de la junta directiva de Pepsi, casado con Joan Crawford
- Preston Sturges (1898–1959), escritor y director
- Ed Sullivan (1901–1974), columnista y presentador de televisión
- Anya Taranda (1915–1970), modelo y corista
- Diana Trilling (1905–1996), autora y crítica literaria
- Lionel Trilling (1905–1975), crítico literario
- Judy Tyler (1932–1957), actriz
- Myrtle Vail (1888–1978), actriz
- David Warfield (1866–1951), actor
- Cornell Woolrich (1903–1968), autor, guionista
- Malcolm X (El-Hajj Malik El-Shabazz; nacido Malcolm Little, 1925–1965), líder de derechos humanos
- Hilda Yen (1904–1970), figura de la sociedad china, aviadora y diplomática, Fe Baháʼí
- Joe Young (1889–1939), compositor
- Whitney Young (1921–1971), reformadora social (Liga Nacional Urbana)

## Cremaciones
El cementerio de Ferncliff tiene el único crematorio en el condado de Westchester, Nueva York, y realiza aproximadamente el 10% de las cremaciones en el estado de Nueva York. Debido a las ordenanzas locales, no se pueden construir crematorios adicionales en el condado de Westchester.
Las personas cuyos restos fueron cremados y enterrados en Ferncliff, pero algunas personas cuyas cenizas fueron llevadas a otro lugar incluyen:
- Diane Arbus (1923–1971), fotógrafa artística conocida por fotografías de personas marginadas consideradas feas o surrealistas.
- Alan Freed (1921–1965), DJ de radio conocido como "El padre del rock & roll". Sus cenizas fueron trasladadas al Salón de la Fama del Rock and Roll en 2002.
- Jim Henson (1936–1990), creador de los Muppets. Sus cenizas fueron esparcidas en su rancho de Santa Fe, Nuevo México.
- John Lennon (1940–1980), cantante y compositor de canciones (The Beatles)
- Alan Jay Lerner (1918–1986), compositor y dramaturgo
- Nelson Rockefeller (1908–1979), gobernador de Nueva York y vicepresidente de los Estados Unidos. Sus cenizas fueron esparcidas en su finca.
- Christopher Reeve (1952–2004), actor conocido por su papel del personaje principal en Superman y sus tres secuelas. Sus cenizas fueron esparcidas al viento por Dana y su familia. Su cenotafio se encuentra fuera del columbario de Dana.
- Dana Reeve (1961–2006), esposa de Christopher Reeve; Actriz, cantante y activista por causas de discapacidad. Sus cenizas fueron enterradas en un columbario.
- Jean Stapleton (1923-2013), actriz, estrella de All in the Family.
- Nikola Tesla (1856–1943), científico de la electrotecnia. Sus cenizas fueron colocadas en el Museo Nikola Tesla, Belgrado.
- Lenore Ulric (1892–1970), actriz
- Raymond Walburn (1887–1969), actor
- Ed Sullivan (1901–1974), columnista y presentador de televisión